# 望遠鏡座θ
望遠鏡座θ，又名CP-65 3331，HD 148890、SAO 253614、HR 6151，是望遠鏡座的一颗恒星，视星等为5.52，位于銀經323.54，銀緯-12.06，其B1900.0坐标为赤經16h 26m 6.8s，赤緯-65° -12.06′ 1″。